# Kent Huskins
Kent Huskins (né le 4 mai 1979 à Ottawa, dans la province de l'Ontario au Canada) est un joueur professionnel canadien de hockey sur glace.

## Carrière de joueur
Joueur issu du système universitaire américain, il rejoignit les Admirals de Norfolk lors de la saison 2001-2002. Il jouera quelques saisons dans la Ligue américaine de hockey avant de faire le saut dans la Ligue nationale de hockey avec l'équipe 2006-2007 des Ducks d'Anaheim. Il y gagnera la Coupe Stanley avec les Ducks cette année contre les Sénateurs d'Ottawa en cinq matchs. Il a également joué pour les Sharks de San José, les Blues de Saint-Louis, les Red Wings de Détroit et les Flyers de Philadelphie.

## Statistiques
| Saison     | Équipe                     | Ligue      |     | Saison régulière | Saison régulière | Saison régulière | Saison régulière | Saison régulière |   | Séries éliminatoires | Séries éliminatoires | Séries éliminatoires | Séries éliminatoires | Séries éliminatoires |
| Saison     | Équipe                     | Ligue      | PJ  | B                | A                | Pts              | Pun              | PJ               | B | A                    | Pts                  | Pun                  |                      |                      |
| 1995-1996  | Lasers de Kanata Valley    | CJHL       | 49  | 6                | 21               | 27               | 18               | -                | - | -                    | -                    | -                    |                      |                      |
| 1996-1997  | Lasers de Kanata Valley    | CJHL       | 53  | 11               | 36               | 47               | 89               | -                | - | -                    | -                    | -                    |                      |                      |
| 1997-1998  | Golden Knights de Clarkson | NCAA       | 35  | 2                | 8                | 10               | 46               | -                | - | -                    | -                    | -                    |                      |                      |
| 1998-1999  | Golden Knights de Clarkson | NCAA       | 37  | 5                | 11               | 16               | 28               | -                | - | -                    | -                    | -                    |                      |                      |
| 1999-2000  | Golden Knights de Clarkson | NCAA       | 28  | 2                | 16               | 18               | 30               | -                | - | -                    | -                    | -                    |                      |                      |
| 2000-2001  | Golden Knights de Clarkson | NCAA       | 35  | 6                | 28               | 34               | 22               | -                | - | -                    | -                    | -                    |                      |                      |
| 2001-2002  | Admirals de Norfolk        | LAH        | 65  | 4                | 11               | 15               | 44               | 4                | 0 | 1                    | 1                    | 0                    |                      |                      |
| 2002-2003  | Admirals de Norfolk        | LAH        | 80  | 5                | 22               | 27               | 48               | 9                | 2 | 2                    | 4                    | 4                    |                      |                      |
| 2003-2004  | Rampage de San Antonio     | LAH        | 79  | 5                | 14               | 19               | 42               | -                | - | -                    | -                    | -                    |                      |                      |
| 2004-2005  | Moose du Manitoba          | LAH        | 65  | 5                | 11               | 16               | 41               | 14               | 0 | 2                    | 2                    | 12                   |                      |                      |
| 2005-2006  | Pirates de Portland        | LAH        | 80  | 8                | 23               | 31               | 64               | 18               | 3 | 6                    | 9                    | 14                   |                      |                      |
| 2006-2007  | Pirates de Portland        | LAH        | 39  | 3                | 12               | 15               | 23               | -                | - | -                    | -                    | -                    |                      |                      |
| 2006-2007  | Ducks d'Anaheim            | LNH        | 33  | 0                | 3                | 3                | 14               | 21               | 0 | 1                    | 1                    | 11                   |                      |                      |
| 2007-2008  | Ducks d'Anaheim            | LNH        | 76  | 4                | 15               | 19               | 59               | 6                | 0 | 1                    | 1                    | 2                    |                      |                      |
| 2008-2009  | Ducks d'Anaheim            | LNH        | 33  | 2                | 4                | 6                | 27               | -                | - | -                    | -                    | -                    |                      |                      |
| 2009-2010  | Sharks de San José         | LNH        | 82  | 3                | 19               | 22               | 47               | 15               | 0 | 0                    | 0                    | 6                    |                      |                      |
| 2010-2011  | Sharks de San José         | LNH        | 50  | 2                | 8                | 10               | 12               | 5                | 0 | 1                    | 1                    | 2                    |                      |                      |
| 2011-2012  | Blues de Saint-Louis       | LNH        | 25  | 2                | 5                | 7                | 10               | 1                | 0 | 0                    | 0                    | 2                    |                      |                      |
| 2012-2013  | Admirals de Norfolk        | LAH        | 2   | 0                | 1                | 1                | 2                | -                | - | -                    | -                    | -                    |                      |                      |
| 2012-2013  | Red Wings de Détroit       | LNH        | 11  | 0                | 0                | 0                | 4                | -                | - | -                    | -                    | -                    |                      |                      |
| 2012-2013  | Flyers de Philadelphie     | LNH        | 8   | 0                | 1                | 1                | 0                | -                | - | -                    | -                    | -                    |                      |                      |
| 2013-2014  | Comets d'Utica             | LAH        | 65  | 3                | 7                | 10               | 31               | -                | - | -                    | -                    | -                    |                      |                      |
| 2014-2015  | Comets d'Utica             | LAH        | 50  | 1                | 5                | 6                | 8                | 20               | 1 | 2                    | 3                    | 6                    |                      |                      |
| Totaux LNH | Totaux LNH                 | Totaux LNH | 318 | 13               | 55               | 68               | 173              | 48               | 0 | 3                    | 3                    | 23                   |                      |                      |

## Trophées et honneurs personnels
- Ligue nationale de hockey
  - 2007 : remporte la Coupe Stanley avec les Ducks d'Anaheim
- Eastern College Athletic Conference
  - 2000 et 2001 : nommé dans la 1re équipe d'étoiles
- National Collegiate Athletic Association
  - 2001 : nommé dans la 1re équipe d'étoiles de l'Ouest

## Transactions en carrière
- 14 août 2003 : signe un contrat en tant qu'agent libre avec les Panthers de la Floride.
- 30 août 2005 : signe un contrat en tant qu'agent libre avec les Ducks d'Anaheim.
- 4 mars 2009 : échangé aux Sharks de San José par les Ducks d'Anaheim avec Travis Moen contre Nick Bonino et Timo Pielmeier.
- 2 juillet 2011 : signe un contrat en tant qu'agent libre avec les Blues de Saint-Louis.
- 22 janvier 2013 : signe un contrat en tant qu'agent libre avec les Red Wings de Détroit.
- 30 mars 2013 : échangé aux Flyers de Philadelphie par les Red Wings de Détroit contre un choix conditionnel de septième tour au repêchage d'entrée dans la LNH 2014.